# Урсула (персонаж)
Урсула (англ. Ursula) — главная антагонистка мультфильма «Русалочка» и одноимённого мультсериала.
В оригинальной сказке Ганса Кристиана Андерсена Урсула именуется просто как морская ведьма и соблюдает нейтралитет.
Она — могущественная колдунья, которая «помогает» нуждающимся для достижения личных целей.
Её озвучила Пэт Кэрролл.

## История

### Русалочка (м/ф 1989)
Урсула постоянно следит за королевской семьёй через магический шар, и особенно за Ариэль, главной героиней. Она много лет вынашивает план захвата власти над Атлантикой, так как её некогда изгнал царь Тритон. Она посылает своих приспешников, мурен Флотсама и Джетсама, за Ариэлью, чтобы «помочь» ей воссоединиться с принцем, в которого русалочка влюбилась. Она даёт ей ноги на три дня в обмен на голос (вероятно Урсула была в курсе того, что Эрик знал русалочку только по голосу). Видя, что Ариэль почти его поцеловала, она решается вступить в игру. Она превращается в девушку Ванессу и голосом Ариэль очаровывает Эрика. Очаровав его, она добивается немедленной свадьбы. Однако Скаттл, пролетая мимо корабля, слышит её истинный голос, а затем видит её истинный облик в зеркале. Этого оказалось достаточно, чтобы прямо на церемонии её начали атаковать разные морские обитатели. Хотя она и выдаёт себя (поскольку Скаттл разбил ракушку, в которой хранился голос русалочки), она забирает Ариэль. Под водой её пытается атаковать Тритон, но её договор с Ариэль законный. Она предлагает обменять Ариэль на трезубец, и Тритон соглашается. В результате он превращается в полипа. Урсула угрожает Ариэль, но тут появляется Эрик. Ведьма пытается его уничтожить, но попадает в своих приспешников. От гнева Урсула превращается в гигантского монстра. Урсула говорит им, что она теперь повелительница океанов и морей, и пытается их убить. Но Эрик направляет корабль на Урсулу и вонзает бушприт в её живот, тем самым уничтожив её. Урсула погрузилась под воду и сгинула. После смерти злой морской ведьмы все полипы превращаются обратно в русалок и «русалов».

### Русалочка 2: Возвращение в море
Урсула упоминается как старшая сестра Морганы. Согласно словам этой колдуньи, Урсула была гордостью для своей матери.

### Русалочка (мультсериал)
Урсула периодически появляется в разных эпизодах, где пытается захватить трон Атлантики.

### Мышиный дом
Урсула — одна из гостей Дома Микки Мауса, как и другие мультяшки Walt Disney Pictures, созданные до 2000 года. В одном эпизоде она возмутилась от того, что ей «подали» утку (Дональда Дака). В другом эпизоде Урсула была изумлена требованием Дейзи Дак освободить столик, за которым сидели и другие злодеи (Злая Королева, Малефисента, Джафар, Аид, Шрам).

### Мышиный дом: Однажды в Рождество
Урсула участвует в опросе о рождественских пожеланиях, говоря: «Отдай мне свой голос!».

### Мышиный дом: Дом Злодеев
Урсула — сообщница Джафара № 1 (не считая Яго) в плане по захвату Дома. Она ненадолго превращается в Ванессу, когда Гуфи искал злодеев среди гостей. У неё есть соло в общей песне злыдней.

## Внешний вид
Урсула — получеловек-полуосьминог. Она немного напоминает постаревшую диву, имеет полноватое тело и обвисшие с возрастом груди. У неё сиреневая кожа, короткие белые волосы и крючковатый нос. Её зелёные глаза украшены длинными ресницами и голубыми тенями. Пухловатые губы и ногти окрашены в красный цвет. На правой щеке есть родинка.
Снизу Урсула имеет чёрное тело наподобие осьминога с фиолетовыми примочками на щупальцах. Среди её аксессуаров есть фиолетовые серьги в форме конусов и волшебная ракушка, висящая на чёрной верёвке.

## Личность
Урсула — хитрая и харизматичная авантюристка. Она снисходительна к попавшим в беду русалам и русалкам, но на самом деле она использует их для достижения заветной цели — стать правительницей Атлантики (или же просто позабавиться). У неё специфичное чувство юмора. Урсула печально известная личность на морском дне, одно упоминание приводит всех в трепет. Она гарантирует каждому заключающему с ней контракт избавление от печали. Однако, она сурово наказывает нарушителя договора, превращая его/её в полипного червя.
В отличие от многих диснеевских злодеев, Урсула привязана к своим помощникам, называет их «моими пупсичками». Тем не менее, она требует от каждого посетителя её логова соблюдение этикета.

## Способности
Ведьма Урсула является одной из самых могущественных диснеевских злодеев. Она великолепно владеет не только магией, но и пением и ораторским искусством. Когда касается проявления грубой силы, она уступает только царю Тритону.
- Магия: Урсуле доступны разные виды колдовства.
  - Зельеварение
  - Заключение магических сделок: основная сила Урсулы.
  - Наблюдение через морских обитателей: через Флотсама и Джетсама ведьма следит за потенциальными жертвами её козней.
  - Использование магических артефактов: использование волшебной ракушки, а затем и трезубца Тритона даёт представление о том, что Урсула имеет родственные узы с королевской семьёй.
- Повышенная сила: злая ведьма уступает в грубой силе лишь Тритону. Эта способность увеличилась во много раз благодаря волшебному трезубцу.
- Ораторское искусство: Урсула умеет убеждать свою жертву или же просто ведёт монологи. В некоторых случаях она использует манипуляции.
- Пение: Урсула отлично поёт, с помощью украденного у Ариэль голоса это умение было улучшено.
- Выделение чернил: у Урсулы есть такой навык, так как она наполовину осьминог. Способность была показана в мультсериале.